# Hannelore Zober
Hannelore Zober   (Leipzig, 6 de novembre de 1946) fou una jugadora d'handbol alemanya que va competir sota bandera de la República Democràtica Alemanya durant la dècada de 1970.
El 1976 va prendre part en els Jocs Olímpics de Mont-real, on guanyà la medalla de plata en la competició d'handbol, i quatre anys més tard, als Jocs de Moscou, guanyà la medalla de bronze. En el seu palmarès també destaquen tres medalles d'or al Campionat del món d'handbol: el 1971, 1975 i 1978.
A nivells de clubs jugà al SC Leipzig.